# Ichiro Suzuki
Ichiro Suzuki (鈴木 一朗, Suzuki Ichirō) (Kasugai, 22 de outubro de 1973) é um ex-jogador japonês de beisebol, que jogou por dezoito temporadas na MLB, a maior parte pelo Seattle Mariners. Foi campista direito.
Ichiro se transferiu para a Major League Baseball em 2001, após jogar nove anos pelo Orix Blue Wave da Nippon Professional Baseball. Quando o Blue Wave o postou após a temporada de 2000, os direitos de Ichiro foram obtidos pelo Mariners, com quem assinou contrato. Ele se tornou o primeiro jogador de posição titular nascido no Japão na MLB. Ichiro não perdeu o ritmo após a transição, logo estabelecendo-se como um dos principais jogadores das ligas maiores.
O ano de 2004 foi sua temporada ofensiva mais produtiva, quando Ichiro estabeleceu várias marcas, inclusive um novo recorde de todos os tempos de rebatidas numa temporada, com 262, quebrando o anterior que perdurava desde 1920 de George Sisler, de 257. Equipado com um dos mais fortes e precisos braços da liga, Ichiro é geralmente reconhecido como um dos melhores defensores externos no beisebol. Ele ganhou uma Luva de Ouro em cada um de seus nove primeiros anos na MLB. Em 2006, fez parte da seleção japonesa campeã do Clássico Mundial de Beisebol.
Ichiro é considerado um dos melhores rebatedores das décadas de 2000 e 2010, com extraordinária habilidade tanto ofensiva como defensiva.
Em 13 de julho de 2007, Ichiro renovou seu contrato com o Mariners por 5 anos, valendo um total de US$90 milhões de dólares. Ainda em 2007, foi o MVP (Most Value Player) do MLB All Star Game, após um importante Inside-the-park home run. Foi, por muitos anos, o principal nome do Seattle Mariners.
Em 2012, acabou se envolvendo numa troca e foi mandado para o New York Yankees. Em 2015 se transferiu para o Miami Marlins antes de voltar para os Mariners três anos depois.
Em 7 de agosto de 2016, Ichiro se tornou o 30º jogador da Major League Baseball a conseguir 3 000 rebatidas, através de uma tripla na vitória contra o Colorado Rockies por 10-7.
Em 21 de março de 2019, Ichiro Suzuki, jogando com os Mariners, anunciou sua aposentadoria após uma partida no Tokyo Dome.